# 凱恩斯灣
凱恩斯灣（英語：Cairns Cove），是南極洲的海灣，位於南喬治亞群島，處於露脊鯨灣西部，在1930年由英國研究隊繪入地圖，該海灣由英國海外領土管轄。